# Norton Big Four 633 WD
La Norton Big Four 633 WD, anche detta Big 4 WD, è una motocarrozzetta militare prodotta dalla casa inglese Norton tra il 1939 e il 1940.

## La storia
La necessità di contrastare le truppe motorizzate tedesche in Europa durante la "Strana guerra" spinse l'industria motociclistica inglese a realizzare sidecar militari in grado di disimpegnarsi anche su terreni sconnessi e armati con mitragliatrici e mortai.
All'uopo, la Norton rispolverò un vecchio prototipo sidecar, sviluppato per le competizioni sportive negli anni trenta.
In pochi mesi fu allestito il "Big Four 633 WD", in grado di trasportare tre persone e dotato di un carrozzino protetto da lamiera e armato con mitragliatrice leggera Bren. In alternativa, poteva essere dotato di mortaio da 60 mm.
Mosso da un monocilindrico a corsa lunga con valvole laterali, di 633 cm³, il "Big 4 WD" è dotato di ruote intercambiabili tra loro, trasmissione disinseribile sulla ruota laterale e retromarcia.
Tuttavia, il motore di arcaica concezione che sviluppa meno di 20 CV, risulta sottopotenziato rispetto al peso del mezzo che supera i 300 kg in ordine di marcia e i 500 kg a pieno carico.
La produzione di motocarrozzette militari venne sospesa dagli Alleati nel 1941, visto che il loro costo costruttivo era paragonabile o superiore a quello di una Jeep; la stessa cosa non la fece invece la Wehrmacht che sviluppò la BMW R75 e la Zündapp KS 750 utilizzate per tutta la durata della guerra.
Tra il 1939 e il 1940 uscirono dalle fabbriche Norton circa 2.000 esemplari di "Big 4 WD", la maggior parte dei quali furono trasportati in Francia e poi abbandonati sulla spiaggia di Dunkerque, durante l'operazione Dynamo.